# Grand Prairie
Grand Prairie é uma cidade no Condado de Dallas, Ellis County e Condado de Tarrant no Texas, situada nos Estados Unidos. A sua população é de 153,800 de acordo com os dados de 2006. É o berço de Selena Gomez.